# Uridium 2
Uridium 2 est un jeu vidéo développé par Graftgold et édité par Renegade, sorti en 1993. Conçu et programmé par Andrew Braybrook, il s'agit d'un shoot them up à scrolling horizontal, transposition sur l'ordinateur 16/32-bit Amiga de Uridium (1986), le classique du 8-bit Commodore 64.
Aux commandes du vaisseau spatial Manta, le joueur survole des cuirassés de l'espace dont il doit éliminer les défenses. Après avoir atterri sur l'embarcation, le joueur prend le contrôle du pilote dans la chambre du générateur principal pour détruire le cuirassé. Le jeu implémente cinq modes de jeu, dont un mode double vaisseau et un mode deux joueurs en simultané, et une nouvelle section bonus.

## Équipe de développement
- Game design et programmation : Andrew Braybrook
- Graphismes (par ordre alphabétique) : Mark Bentley, Stephen Rushbrook, Colin Seaman, Simon Sheridan
- Musiques et effets sonores : Jason Page
- Voix : Emma Cubberley